# Hammond Park
Hammond Park är en del av en befolkad plats i Australien. Den ligger i kommunen City of Cockburn och delstaten Western Australia, omkring 24 kilometer söder om delstatshuvudstaden Perth. Antalet invånare är 1 020.
Runt Hammond Park är det glesbefolkat, med 12 invånare per kvadratkilometer.. Närmaste större samhälle är Rockingham, omkring 17 kilometer sydväst om Hammond Park. 
Trakten runt Hammond Park består till största delen av jordbruksmark. Genomsnittlig årsnederbörd är 1 018 millimeter. Den regnigaste månaden är maj, med i genomsnitt 176 mm nederbörd, och den torraste är februari, med 9 mm nederbörd.